# 북양정부
북양정부(北洋政府)란, 1912년부터 1928년까지 베이징에 존재한 중화민국 정부를 말한다. 이 정부는 북양군벌 장군들이 주도하여 이름이 붙여졌다.
위안스카이 북양 장군은 1911년 혁명 이후 1912년 쑨원이 청나라를 전복하고 중화민국을 수립하는 데 필요한 군사적 지원을 제공했다. 그는 군대를 장악하여 빠르게 새로운 공화국을 지배할 수 있었다. 비록 정부와 국가는 명목상 공화국 헌법에 따라 민간 통제 하에 있었지만, 위안과 그의 장군들이 효과적으로 그것을 책임지고 있었다. 1916년 위안이 사망한 후, 군대는 권력을 놓고 경쟁하는 다양한 군벌 세력으로 나뉘어 군벌 시대라는 내전 시대로 이어졌다. 그럼에도 불구하고, 정부는 강대국들 사이에서 합법성을 유지하며 외교적 인정, 해외 융자, 그리고 세금 및 관세 수입에 대한 접근을 받았다.
1917년 쑨원의 광저우시를 기반으로 한 중국국민당 (KMT) 정부 운동에 의해 그 합법성은 심각하게 도전받았다. 그의 후계자 장제스는 1926년부터 1928년까지 북벌 중에 북양 군벌들을 물리치고, 군벌 세력과 정부를 전복하여 1928년에는 사실상 국가를 통일했다. 중국국민당은 난징시에 국민정부를 수립했으며, 중국의 정치 질서는 일당제가 되었고, 중국국민당 정부는 이후 중국의 합법적인 정부로서 국제적인 인정을 받았다.

## 정치 체제

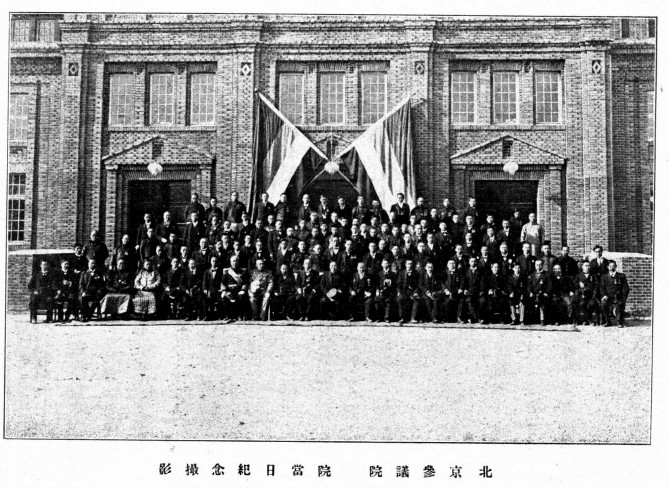
1915년 중화민국 첫 국회 회의

1912년 2월 임시 의회에서 제정된 중화민국임시약법에 따라, 국민대회 (의회)는 총통과 부총통을 5년 임기로 선출하고, 내각을 구성하고 이끌 행정원장을 임명했다. 관련 장관들은 부서해야만 행정 명령이 구속력을 가졌다. 가장 중요한 부처는 육군, 재정, 교통, 그리고 내무였다. 해군부의 중요성은 1917년 대부분의 함선이 남부의 호법 운동으로 망명한 후 크게 감소했다. 교통부는 운송, 우편, 그리고 교통은행도 담당했으며 영향력 있는 교통파의 기반이었다. 내무부는 치안과 보안을 담당했으며, 약한 법무부는 사법 업무와 교도소를 담당했다. 외무부는 웰링턴 쿠와 같은 인물들이 있는 유명한 외교단을 보유했다. 장군들이 그들의 기술을 필요로 했기 때문에 외무부에는 상당한 독립성이 주어졌다. 외무부의 가장 큰 성과는 제1차 세계 대전 중 일본이 점령했던 산둥에 있는 독일의 조계지를 1922년에 반환한 것이었으며, 이는 정부의 명성을 크게 높였다. 외무부는 북양 정부가 붕괴할 때까지 남부 정부의 국제적 인정을 성공적으로 막았다. 중국은 국제연맹의 창립 회원국이었다.
의회는 6년 임기의 두 등급으로 나뉜 상원과 3년 임기의 하원으로 구성된 양원제였다. 상원 의원들은 지방 의회에서 선출되었고, 하원 의원들은 제한된 공공 선거권으로 선출된 선거인단에 의해 선출되었다. 의회의 임무는 영구 헌법을 작성하고, 입법을 초안하며, 예산과 조약을 승인하고, 내각을 비준하며, 부패한 관리들을 탄핵하는 것이었다. 대법원이 있는 독립적인 사법부도 마련되었다. 초기 법규는 대청률례를 독일 민법과 유사하게 개혁하는 것을 기반으로 했다.
실제로 이러한 기관들은 강력한 개인적, 파벌적 유대에 의해 약화되었다. 전반적으로 정부는 극도로 부패하고 무능하며 폭압적이었다. 대부분의 수입은 현재 권력을 잡고 있는 파벌의 군사력에 사용되었다. 단명했던 입법부들은 민간 집단과 논쟁을 벌이기도 했지만, 뇌물 수수, 강제 사임 또는 완전히 해산되는 대상이 되었다.
군벌 시대 동안 정부는 매우 불안정했으며, 12년 동안 7명의 국가 원수, 5개의 임시 행정부, 34명의 정부 수반, 25개의 내각, 5개의 의회, 그리고 4개의 헌장을 가졌다. 수백만 달러만으로도 관료 체제의 운명을 결정할 수 있을 정도로 여러 차례 파산 직전에 놓였다. 수입은 주로 관세 수입, 해외 대출, 그리고 정부 채권에서 나왔는데, 이는 주변 지역이 동맹 군벌에 의해 통제되더라도 수도 밖에서는 세금을 징수하기 어려웠기 때문이다. 1920년 직환전쟁 이후, 직계 성을 제외하고는 베이징으로 세금이 송금되지 않았다.

## 역사

### 배경
북양 정부의 기원은 1895년 청일 전쟁 이후로 거슬러 올라가며, 패배한 청나라 군대가 이홍장 장군이 주도하는 신건육군 개혁으로 알려진 일련의 군사 개혁을 시행했다. 이러한 개혁으로 등장한 지역군 중에는 주로 북양 지역에 기반을 두었기 때문에 그런 이름이 붙여진 북양군이 있었다. 위안스카이 장군의 지휘 아래 북양군은 중국의 신건육군 중 가장 크고 현대화된 군대로 성장했으며, 위안은 청나라 정부에서 매우 영향력 있는 인물이 되었다. 1907년 위안은 군기대신과 외무대신의 고위직에 임명되었으며, 1909년 황족 섭정 짜이펑 왕자에 의해 두 직위에서 모두 해임될 때까지 재직했다.
1911년 10월 우창 봉기 이후 남부 성의 군대가 청나라에 반란을 일으키자, 위안스카이는 반란 진압을 위해 북양군을 지휘하기 위해 베이징으로 소환되었다. 청나라는 입헌군주제가 되었고, 위안스카이가 내각총리대신 직책을 맡았다. 그의 내각은 전통적으로 청나라 정치 엘리트를 구성했던 만주족과는 달리 주로 한족 구성원으로 이루어져 있었다. 북양군이 혁명을 진압한 후 행정 권한을 잃을 것을 우려한 위안은 혁명가들과 협상하기로 결정했고, 1912년 2월 12일 푸이를 폐위시켜 사실상 청나라를 폐지했다.

### 위안스카이 시대 (1912–1916)

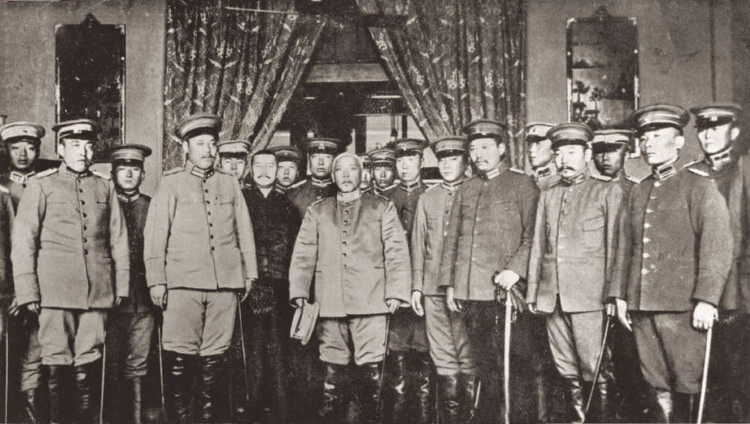
임시 대총통으로 취임한 위안스카이

1911년~1912년 신해혁명 이후, 반군들은 쑨원을 총통으로, 리위안훙을 부총통으로 하는 공화국 임시정부를 난징에 수립했다. 이들은 중국 남부만을 통제했기 때문에 청나라를 종식시키기 위해 위안스카이와 협상해야 했다. 1912년 3월 10일, 위안은 자신의 세력 기반인 베이징에 위치한 채 임시 총통이 되었다. 그는 추가 암살 시도를 우려하여 난징으로 이주하기를 거부했다. 또한 베이징에 기존 청나라 관료제를 유지하는 것이 더 경제적이어서 임시 상원도 북쪽으로 이전했다. 그리하여 정부는 1912년 10월 10일부터 베이징에서 행정을 시작했다.

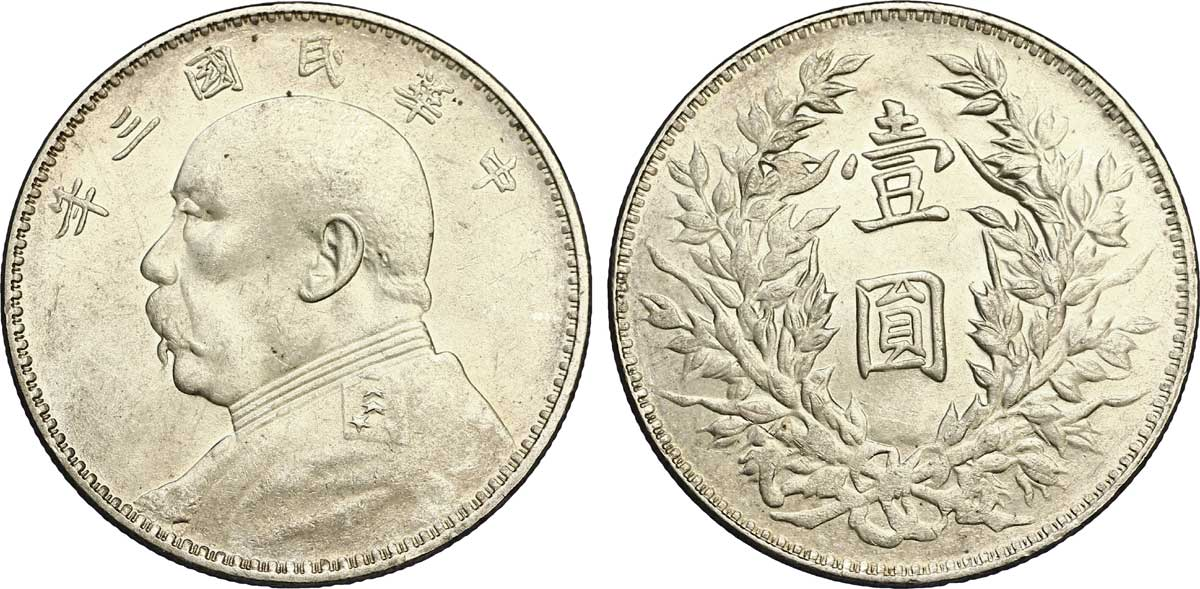
1914년 처음 발행된 위안스카이 "달러"(위안)는 중화민국의 지배적인 동전 유형이 되었다.

1912–1913년 국민대회 선거에서 쑨의 국민당 (KMT)은 의석의 절반 이상과 양원의 통제권을 얻었다. 두 번째로 큰 정당인 진보당은 량치차오가 이끌었으며 일반적으로 위안을 지지했다. 쑹자오런은누가 그렇게 말했는지|날짜=2014년 9월 다음 총리가 될 것으로 예상되었으나, 국민당 장관들로만 내각을 구성하겠다고 약속함으로써 위안을 화나게 했다. 그는 의회가 소집되기 불과 2주 전에 암살당했다. 조사는 자오빙쥔 총리에게 책임을 돌렸으며, 이는 위안이 관여했을 가능성을 시사했다. 위안은 자신이나 자오가 쑹을 죽이지 않았다고 부인했지만, 국민당은 확신하지 못했다. 위안은 의회의 동의 없이 거액의 외채를 도입했다. 쑨은 1913년 여름 제2차 혁명에서 위안에 대항하여 국민당 파벌을 이끌었으나 두 달 만에 완전히 패배했다.

#### 군주제의 부활
위협과 뇌물에 대한 반응으로, 의회는 1913년 10월 10일부터 위안을 5년 임기로 선출했다. 그는 국민당 의원들을 추방하여 의회가 정족수를 잃고 휴회할 수밖에 없게 만들었다. 1914년, 그에게 유리하게 조작된 헌법 회의에서 총통에게 광범위한 권한을 부여하는 헌법 조약이 제정되었다. 새로운 입법부인 국민회의는 그를 탄핵할 권한을 가졌지만, 위안은 어떠한 절차도 진행되기 전에 국민회의를 마음대로 해산할 수 있는 권한도 가졌다. 여전히 만족하지 못한 그는 중국 사람들이 전제정치에 익숙해져 있으므로 새로운 황제로 즉위해야 한다고 추론했다. 위안은 또한 군주제와 관련된 옛 유교 의례에 참여하기 시작했다.
1915년, 위안은 자신에게 황위에 오르도록 상징적으로 간청하는 군주제 운동을 조작했다. 그는 특별 국민 대회가 거의 2천 명의 대표단에 의해 만장일치로 그를 지지할 때까지 매번 정중하고 겸손하게 거절했다. 위안스카이는 "마지못해" 수락하고 중국 황제로 즉위했다.
전 법무부 장관 량치차오는 속임수를 간파하고 전계에게 위안에 반대하는 반란을 일으키도록 부추겨 호국 전쟁이 발발했다. 전쟁은 위안에게 불리하게 전개되었고, 그는 거의 보편적인 반대에 직면했다. 그의 부관들 대부분은 그를 버렸다. 그들을 다시 되찾기 위해 그는 1916년 3월 22일 중화제국의 종말을 선언했다. 그러나 그의 적들은 총통직 사임을 요구했다. 6월, 위안은 요독증으로 사망하여 분열된 공화국을 남겼다.

### 돤치루이와 군벌 시대의 시작 (1916–1920)

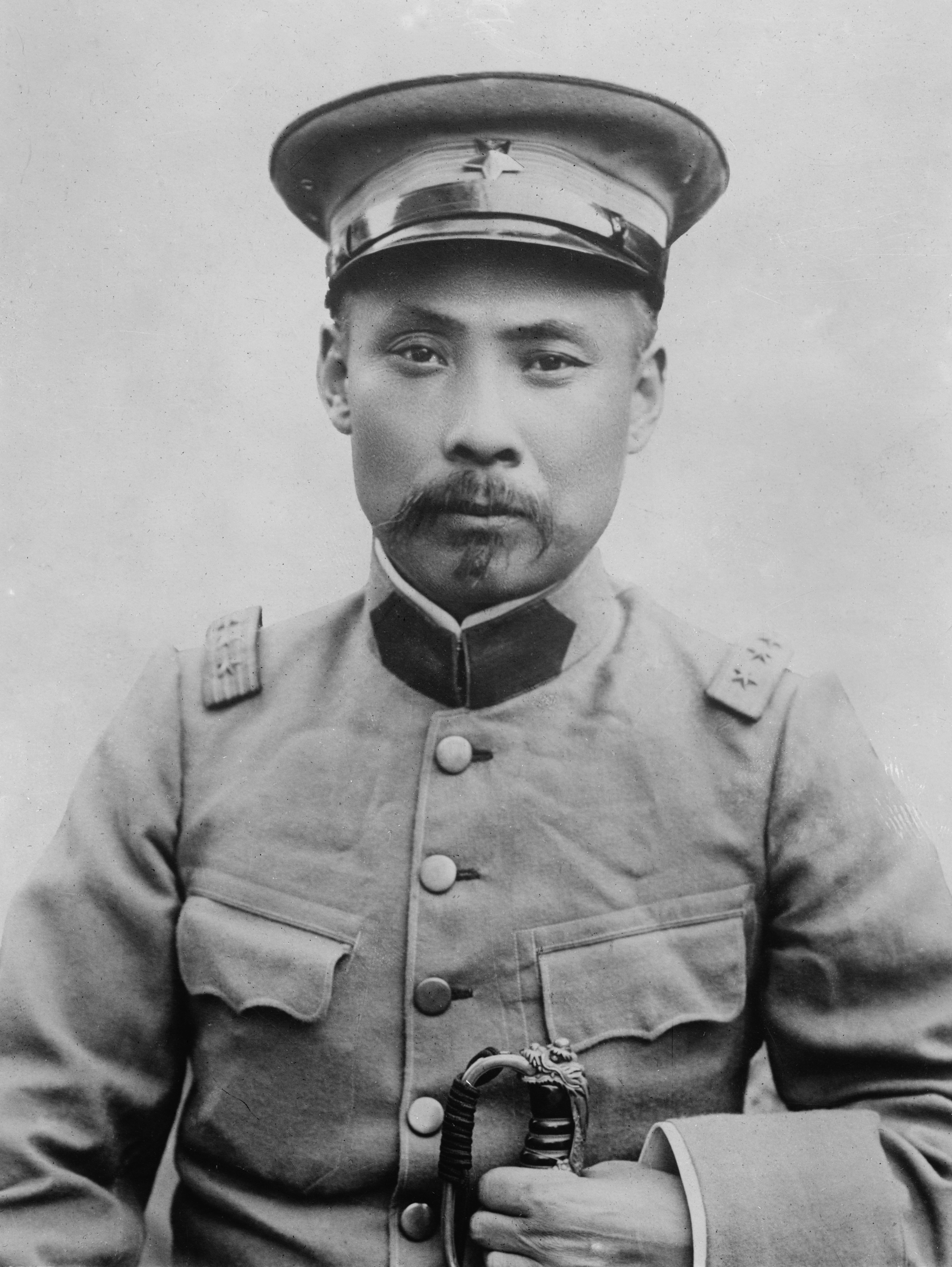
중화민국 행정수반 돤치루이

리위안훙은 6월 7일 위안의 뒤를 이어 총통이 되었다. 난징에서 반군주주의적 입장을 취했기 때문에 펑궈장이 부총통이 되었다. 돤치루이는 총리 직위를 유지했다. 1913년 선출된 원래 의회는 8월 1일 다시 소집되어 임시 헌법을 복원했다. 이제 의회에는 세 개의 파벌이 있었다: 쑨원의 중화혁명당, 량치차오의 헌법연구회, 그리고 탕화룽의 헌정연구회.
첫 번째 안건은 국가군 창설이었다. 이것은 남부 사람들이 신뢰할 수 없는 북양 장군들에게 지휘권을 빼앗길까 봐 의심스럽게 반응했기 때문에 문제가 되었다. 이 문제에 대한 진전은 없었다.
두 번째 문제는 제1차 세계 대전이었다. 돤 총리와 량치차오는 연합국 측에 참전하는 것을 찬성했다. 리위안훙 총통과 쑨원은 반대했다. 돤은 의회를 강압하여 독일 제국과의 관계를 단절하게 만들었다. 리는 돤의 일본으로부터의 비밀 차관이 드러나자 그를 해고했다. 돤은 자신의 해임이 불법이라며 톈진에 기지를 설치했다. 대부분의 북양 장군들은 돤의 편을 들며 의회 해산을 요구했다. 1917년 6월, 장쉰 장군이 중재를 제안하며 병사들을 이끌고 베이징으로 갔다. 독일 자금과 무기의 지원을 받아 그는 수도를 점령하고 리에게 의회를 해산하도록 강요했다. 7월 1일, 그는 푸이를 황제로 복위시켜 전국을 경악시켰다.
일본 공사관으로 도피한 리는 돤치루이를 다시 총리로 임명하고 공화국 보호를 맡겼다. 돤은 군대를 이끌고 빠르게 장훈복벽을 물리쳤다. 리는 총통직을 사임하고 펑궈장이 뒤를 이었다. 돤은 과거 의회와의 불쾌한 경험 때문에 의회를 복원하는 것을 거부했다. 그는 만주족 복위에 대한 자신의 승리가 제2차 신해혁명과 같다고 주장하며 새로운 임시 상원을 만들려고 했고, 이 상원은 새로운 의회 선거 규칙을 초안할 것이었다. 이 상원은 미래 의회의 의석 수를 거의 절반으로 줄였다.
펑 총통을 포함한 그의 반대자들은 돤의 주장에 따르면, 총리직은 의회로부터 독립적으로 존재할 수 없으므로 자신도 사임해야 한다고 주장하며 반대했다. 쑨원과 그의 지지자들은 광저우로 가서 전계군벌과 구계계의 지원을 받아 호법 운동 하에 경쟁 정부를 수립했다. 옛 의회의 잔여 세력이 임시 회의를 열었다.
북양 정부는 1917년 8월 동맹국에 선전포고하고 노동대대를 프랑스로, 소규모 병력을 시베리아로 파견하기 시작했다. 돤은 일본으로부터 대규모 차관을 도입했는데, 이는 유럽으로 보낼 백만 명의 군대를 양성할 계획이라고 주장했지만, 그의 라이벌들은 이 군대가 결코 중국을 떠나지 않을 것이며, 그 진정한 목적은 군사부의 관할 밖에 존재하는 내부 반대 세력을 진압하는 것이라는 것을 알고 있었다. 한편, 북부와 남부 정부 간의 전쟁은 어느 쪽도 상대를 물리칠 수 없어 교착 상태에 빠졌다. 돤이 친척, 친구, 환계 인사, 그리고 측근들을 군사와 정부의 고위직에 승진시키는 데 편애를 보이면서 북양군 내부에 심각한 분열을 초래했다. 그의 지지자들은 환계군벌로 알려졌다. 그의 비판자들은 펑 총통을 중심으로 뭉쳐 직계군벌을 형성했다. 직계군벌은 남부와의 평화 협상을 선호했지만, 돤은 남부를 정복하기를 원했다. 돤은 총통의 간섭 때문에 총리직에서 사임했지만, 그의 부하들은 펑에게 그를 복직시키도록 압력을 가했다.
1918년 신의회 선거는 돤의 안푸 클럽이 의석의 4분의 3을 차지하도록 조작되었다. 나머지는 량스이의 교통파, 량치차오의 연구파, 또는 무소속에게 돌아갔다. 펑 총통은 위안이 1913년에 시작한 5년 임기를 단순히 마무리하고 있었기 때문에 10월에 사임해야 했다. 돤은 그의 숙적인 펑을 쉬스창으로 교체하여 총통으로 만들었는데, 이는 이 정부 역사상 가장 정상적인 권력 이양에 가까웠다. 돤은 펑의 동맹인 차오쿤에게 부총통직을 약속했지만, 교통파와 연구파는 신문에서 차오가 매춘부에게 막대한 돈을 낭비했다고 보도한 후 이를 반대했다. 그들은 또한 화해의 의미로 반역적인 남부의 인물에게 직위를 주는 것을 선호했다. 그러나 남부에서는 아무도 그 제안을 받아들이지 않아 부총통직은 공석으로 남았다. 이는 차오쿤과 돤 사이에 적대감을 형성했다. 펑이 총통직을 포기하자 돤은 총리직에서 사임했다. 그러나 돤은 정부와 군대 내 그의 네트워크를 통해 여전히 중국에서 가장 강력한 인물로 남아 있었다. 8월 12일에 소집된 새로운 의회는 1912년 임시 헌법을 대체할 새로운 헌법을 초안하는 데 많은 시간을 보냈고, 남부의 옛 의회 잔여 세력에 대해 논쟁을 벌였다.

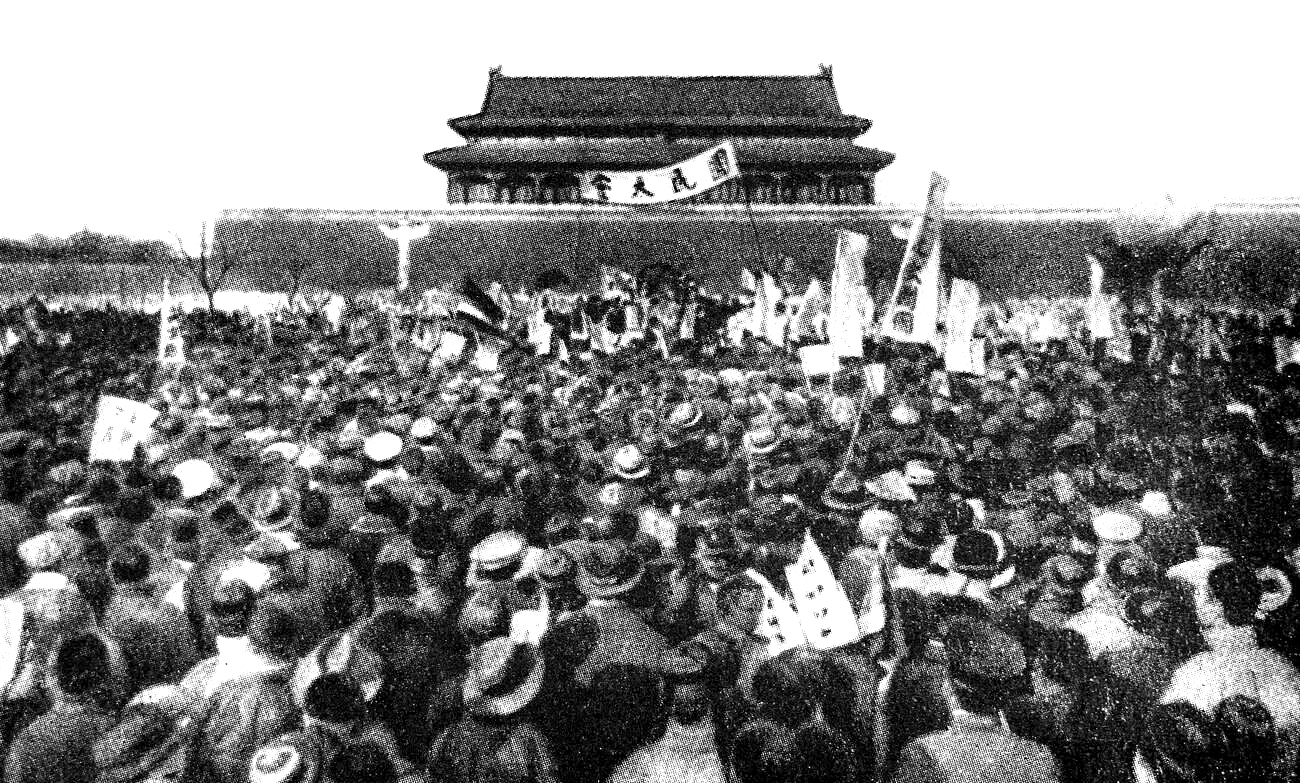
5·4 운동 중 시위

1919년 파리 강화 회의에서 돤의 동맹인 차오루린은 독일에 산둥의 모든 조계지를 일본에 주겠다고 약속했다. 이것은 5·4 운동을 촉발시켰고, 환계군벌의 정부 장악력을 심각하게 약화시켰다. 제1차 세계 대전은 끝났지만, 돤이 참호로 보낼 목적으로 만들었던 군대는 해산되지 않았다. 대신, 그의 부관 쉬수정에게 주어져 외몽골을 침공하게 했다. 이는 만주의 봉천군벌인 장쭤린과의 관계를 악화시켰는데, 그는 자신의 영토와 접한 대규모 군대를 위협으로 간주했기 때문이다. 직계군벌은 정부에서 더 많은 영향력을 요구했지만, 12월에 펑궈장이 사망하여 그룹은 잠시 지도자를 잃었다. 차오쿤과 우페이푸가 직계군벌의 지도자로 부상했으며, 그들은 환계군벌을 비난하는 회람 전보를 발행했다. 차오와 장은 총통에게 쉬수정을 해임하도록 압력을 가했다. 총통은 1919년에 돤이 남부와의 상하이 평화 회담을 방해한 것에 대해 이미 돤에게 반대하는 입장을 취하고 있었다. 쉬와 돤 모두 해임을 비난하고 1920년 7월 6일 즉시 선전포고를 했다. 7월 14일, 양측은 직환전쟁에서 충돌했다. 며칠 안에 환계군벌은 패배했고 돤은 군대에서 은퇴했다. 새로운 의회는 8월 30일에 해산되었다.

### 직계군벌의 우세 (1920–1924)
장쭤린의 봉천군벌이 전쟁에서 직계군벌을 돕는 데 미미한 역할을 했지만, 그들은 베이징에서 권력을 공유하는 것을 허용받았다. 양측과 관계를 맺고 있던 진윈펑이 총리로 선택되었다. 쉬 총통은 1921년 여름 의회 선거를 요구했지만, 11개 성만이 참여했기 때문에 선거는 무효가 되었고 의회는 소집되지 않았다.
장쭤린은 우페이푸의 증대하는 군사력과 일본에 반대하는 입장이 일본의 후원자들을 위협할 것을 우려했다. 재정 위기를 구실로 삼아 그는 진윈펑을 해임하고 1921년 12월 량스이로 교체했다. 우페이푸는 량스이가 친일적이라는 비난을 받자 한 달 만에 그를 사임하도록 강요했다. 그는 워싱턴 회담에서 산둥 문제에 대해 일본을 지지하도록 외교관들에게 명령하는 량스이의 전보를 폭로했다. 장쭤린은 그 후 돤치루이, 쑨원과 동맹을 맺었다. 양측은 장교들을 결집하고 적들을 비난하는 회람 전보를 보냈다. 4월 28일, 제1차 직봉전쟁이 시작되었고, 우페이푸는 산해관에서 장쭤린의 군대와 충돌하여 대승을 거두고 장쭤린을 만주로 후퇴시켰다.
다음으로 직계군벌은 리위안훙을 총통으로 복귀시키기 위한 전국적인 캠페인을 시작했다. 돤의 몰락 이후 2년 동안 쉬스창과 공존했음에도 불구하고, 그들은 쉬의 총통직이 불법적인 의회에 의해 선출되었기 때문에 불법이라고 선언했다. 그들은 쉬와 쑨원에게 통합 정부를 위해 경쟁 총통직을 사임할 것을 요구했다. 우페이푸는 천중밍에게 광둥에 대한 그의 통제권을 인정하는 대가로 쑨원을 광저우에서 축출하도록 설득했다. 옛 의회의 충분한 의원들이 베이징으로 이동하여 정족수를 구성했고, 이는 정부가 1917년 장훈복벽 이전처럼 기능하는 것처럼 보이게 했다.

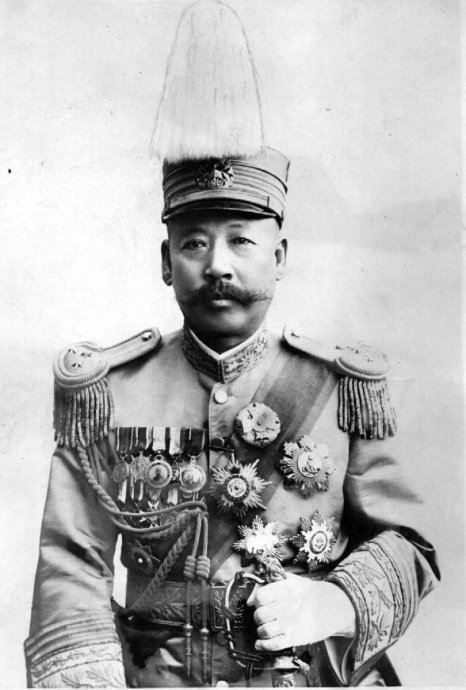
차오쿤 총통

리의 새로운 행정부는 그의 첫 번째 행정부보다 훨씬 더 무력했다. 그의 내각 임명은 우페이푸의 승인을 받아야 했다. 우의 증대하는 권력과 위신은 그의 스승이자 상급 장교인 차오쿤을 능가했고, 이는 두 사람 사이의 관계에 긴장을 야기했다. 차오는 자신이 총통이 되기를 원했지만 우는 그의 야망을 억제하려고 했다. 리 총통은 전문가들로 구성된 "유능한 사람 내각"을 만들려고 시도했지만, 의회 대변인들이 제공한 근거 없는 소문에 따라 루원간 재무부 장관을 체포함으로써 이를 망쳤다. 내각은 총사퇴했고 우는 더 이상 리를 보호할 수 없었다. 차오쿤의 추종자들이 새로운 내각을 통제하고 의회를 뇌물로 매수하여 리를 탄핵했다. 다음으로 차오는 임금 체불 경찰들의 파업을 조장하고 총통 관저의 공공요금을 끊었다. 리는 총통 인장을 가지고 가려 했지만 저지당했다.
차오쿤은 다음 몇 달 동안 자신을 선출할 의향이 있는 모든 의원에게 5천 달러를 공개적으로 제안함으로써 자신의 총통직을 홍보하는 데 시간을 보냈다. 이는 보편적인 비난을 샀지만, 그는 그럼에도 불구하고 선출되었고, 1923년 쌍십절에 새로운 헌법과 함께 취임했다. 이는 1947년까지 공포된 유일한 공식 헌법이었다. 그는 총통의 의무를 소홀히 하고 내각보다는 장교들과 만나는 것을 선호했다. 부총통직은 다시 공석으로 남아 장쭤린, 돤치루이, 또는 루융샹을 유혹하려 했지만, 아무도 차오의 악명과 연관되기를 원하지 않았다.
1924년 9월, 직계군벌 장군이자 장쑤성 총독인 치셰위안은 자신의 성에 속한 상하이시의 통제권을 환계군벌이 통제하는 마지막 성인 저장성의 루융샹에게서 요구했다. 두 성 사이에 전투가 벌어졌고, 치는 빠르게 전진했다. 쑨원과 장쭤린은 저장성을 보호하겠다고 약속하며 제2차 직봉전쟁을 촉발시켰다. 저장성은 함락되었고, 다음 두 달 동안 우는 장에게 점차 승리하고 있었다.
10월 23일 새벽, 펑위샹 장군은 베이징 정변을 일으켜 직계군벌을 배신했다. 그는 차오쿤 총통을 가택 연금시켰다. 우는 이 배신에 격분하여 차오를 구출하기 위해 전선에서 군대를 철수시켰다. 장은 우의 후방을 추격하고 공격하여 톈진에서 그를 패배시켰다. 우는 쑨촨팡이 장에 대항하여 전선을 유지하고 있던 중원으로 도피했다.

### 임시 집행 정부 (1924–1926)

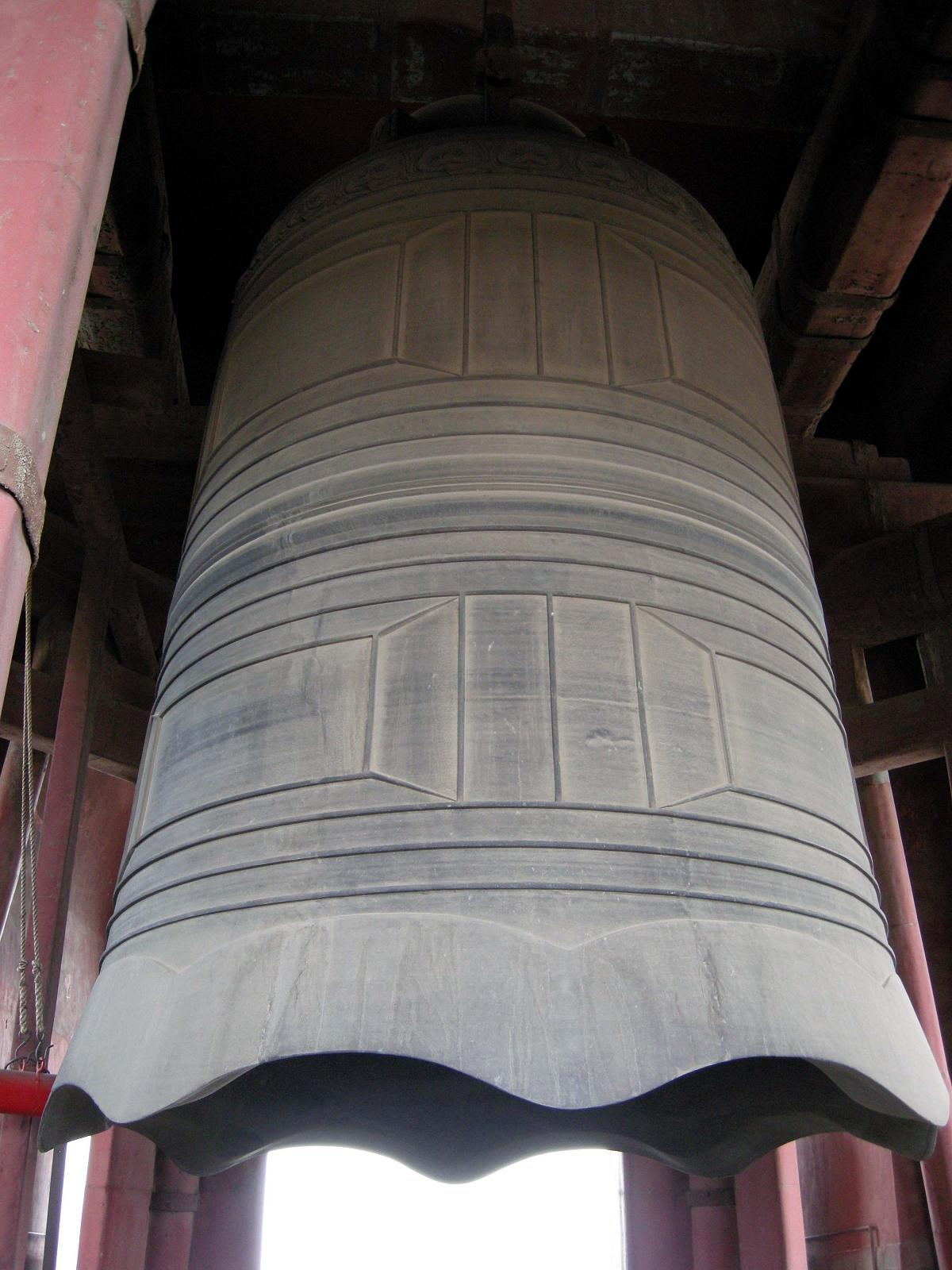
북양 정변 이후 베이징 종루와 고루는 더 이상 공식적인 시계가 아니게 되었다.

1924년 11월 2일, 펑위샹의 요청에 따라 황푸가 임시 총통이 되었다. 그는 차오쿤의 총통직이 뇌물로 얻어졌으므로 불법이라고 선언했다. 그에게 투표한 모든 의원은 체포 대상이었다. 1923년 헌법은 무효화되었고 "임시 정부 규정"으로 대체되었다. 푸이는 자금성에서 추방되었고 여러 다른 개혁이 이루어졌다. 군주주의자였던 장은 추방과 황푸의 정부에 반대했다. 펑과 장은 돤치루이를 임시 정부의 수장으로 삼고 옛 의회를 영구적으로 해산하기로 합의했다. 임시 행정수반은 총통과 총리의 권한을 결합했으며, 자유롭게 내각을 선택할 수 있었고, 입법부 없이 통치할 수 있었다. 이론적으로는 매우 강력했지만, 실제로는 돤은 펑과 장의 뜻에 따라 움직였다.
펑, 장, 돤은 쑨원을 북쪽으로 초청하여 국가 재통일을 논의했다. 쑨은 베이징으로 갔으나 간암이 진행되었다. 돤은 2월 1일 160명의 재건 회의를 소집했다. 쑨은 푸이 복위를 고려하던 돤과 장에게 회의적이었다. 쑨은 3월에 사망하여 남부 추종자들을 분열시켰다.
돤은 7월 30일 북양 정부의 마지막 의회인 임시 입법부를 만들었다. 헌법 초안 위원회도 8월부터 12월까지 열렸지만, 11월 봉천군벌 장군 궈쑹링이 펑위샹의 서북군으로 망명하면서 반봉천 전쟁이 발발하자 그 초안은 결코 채택되지 않았다. 우페이푸는 쿠데타에 대한 복수로 펑에 대항하여 장과 동맹을 맺었다. 궈는 12월 24일에 사망했고, 싸움이 서북군에게 너무 불리하게 전개되자 펑은 사임하고 소련으로 이주했지만 몇 달 후 그의 장교들에 의해 소환되었다. 서북군에게 전세가 불리하게 돌아가자 돤은 자신으로부터 책임을 전가하기 위해 총리직을 복원했다. 베이징에서 시위대에 대한 3월 18일 학살은 돤의 몰락으로 이어졌다. 심한 압력 속에서 돤은 학살을 비난하는 결의안을 통과시킨 임시 입법부의 특별 회의를 개최했다. 이는 서북군 병사들이 돤의 경비병을 무장 해제시키고 행정수반을 다음 달 외교 공관으로 도피하도록 강요하는 것을 막지 못했다. 몇 주 후 장의 군대가 수도를 탈환했을 때, 그는 배신적이고 이중적인 기회주의자로 여긴 돤을 복직시키기를 거부했다. 수도는 초기 점령 기간 동안 장과 우의 군대가 도시 주민들을 강간하고 약탈하면서 심각한 피해를 입었다.
장과 우는 돤의 후임에 대해 의견이 일치하지 않았다. 우는 차오쿤을 총통으로 복귀시키기를 원했지만 장은 맹렬히 반대했다. 이어서 일련의 약한 임시 정부가 들어섰다. 약탈과 급여 미지급으로 인해 공무원 조직은 붕괴되었고, 부처는 명목상으로만 존재했다. 잔류한 내각 장관들은 군대의 압력을 받아 잔류했고 대규모 사임이 발생했다. 관료 체제에서 유일하게 기능하는 부분은 외국인 직원이 배치된 우편 서비스, 관세 수입 서비스, 그리고 염세 행정부였다. 입법부는 창설되지 않았는데, 이는 너무 비용이 많이 들고 소집하기 어려웠기 때문이다.

### 북벌과 군사 정부 (1926–1927)

하얼빈의 건물에 게양된 중국국민당의 기와 새로운 국기

1926년 7월, 중국국민당은 중국을 재통일하고 군벌을 물리치기 위해 북벌을 시작했다. 그들은 북양과 연계된 군벌 우페이푸와 쑨촨팡의 군대를 빠르게 물리쳤고, 이에 장쭤린은 1926년 11월 반중국국민당 군벌 연합인 안궈군을 창설했다. 중국국민당 내부의 일련의 내부 투쟁 이후, 장제스는 1927년 4월 중국공산당을 국민혁명군에서 숙청했고, 북벌은 중단되었다. 이 기간 동안, 1927년 6월에 안궈군의 군벌 지도자 회의가 열렸다. 그들은 모든 민사 및 군사 권한이 장쭤린에게 집중되어야 한다고 결정했다. 장은 "대원수"로 선포되었고, 그 결과 새로운 군사 정부를 구성했다. 이는 북양 정권 역사상 군사 정부가 명시적으로 존재했던 유일한 시기였다. 판푸는 총리 겸 교통부 장관, 류창칭은 농업노동부 장관, 옌저보는 재무부 장관, 왕잉타이는 외무부 장관, 류쩌는 교육부 장관, 허펑린은 군사부 장관(해군 포함), 선루이린은 내무부 장관, 장징후이는 산업부 장관, 야오전은 법무부 장관, 샤런후는 내각 비서실장이 되었다. 장은 새로운 정부의 선언문을 발표하며, 중국을 볼셰비즘("적색")과 혼돈에서 해방시키고, 협상을 통해 불평등 조약을 뒤집겠다고 선언했다. 얼마 후, 장의 외무부는 중국 주재 일본 공사관에 산둥에서 일본군 철수를 요청하는 공문을 보냈다. 공무원 조직은 개선되기 시작했고 다시 기능하기 시작했다. 해군부와 육군부가 합병하여 군사부가 창설되었다.
1927년 초, 안궈군 정치위원회는 장쭤린을 더 합법적이고 대중적으로 보이게 하기 위해 새로운 정책을 채택할 것이라고 선언했다. "민주주의 정신의 발전과 무력에 의한 억압 반대. 국가 주권 회복과 '불평등 조약' 폐지. 경제 상황 개선과 자본과 노동 간의 협력. 대중 교육 장려. 지방 자치 시스템 시행. 국경 회복과 미개발 지역 식민지화. 국가 주권과 특성 보존. 관리의 도덕성 조정과 국민의 도덕성 발전."
우페이푸의 패배 직후, 봉천군벌과 중국국민당은 만주의 정치 상황을 어떻게 할지 결정해야 했다. 1926년 8월, 후베이의 중국국민당 장군 장쭤빈이 광저우에서 봉천으로 파견되어 동맹 가능성을 논의했다. 1926년 겨울~1927년 초, 외국 관찰자들은 봉천과 중국국민당 간의 합의 가능성을 예측했다. 1월 14일, 로이터는 양위팅이 량스이와 함께 양 정부 간의 타협안을 마련하고 있다고 보도했다. 1927년 초 봉천-국민당 협상 동안, 국민당은 "북벌을 (이미 도달한 후베이에서) 종결하고", 봉천파가 남쪽으로 확장하는 것을 허용하겠다고 약속했다. 국민당에 따르면, 장쭤린은 국민당에 따라 정부 중앙집행위원회 의장이 될 것이지만, 장쭤린 자신은 자신 또는 다른 봉천 대표가 총통이 되고, 국민당 대표가 부총통과 총리 직위를 맡기를 원했다. 장쭤린은 국민당에게 후난, 후베이, 저장, 쓰촨, 윈난, 구이저우, 광둥, 광시 성에 머물고, 모든 외국 영향력을 제거할 것을 요청했다.:113
군사 정부는 군벌주의로부터 구원될 수 있는 것으로 여겨졌다. 개혁과 재건, 그리고 정치의 새로운 현대화를 추진하려는 움직임이 있었다.:128 다음은 1927년 8월, 안궈군이 쉬저우에서 중국국민당을 물리친 후 다공보의 발췌문이다.
만약 [북방]이 KMT가 선포하는 것을 실행하고 부패와 군벌주의를 떨쳐낼 수 있다면, [쉬저우에서 KMT의 패배]는 KMT의 종말이 될 수도 있다... 성공과 실패는 타인의 실패보다는 자신의 행동에 달려있다...:128

그러나 군사 정부는 장쭤린이 개혁을 단행할 정치적 힘이 부족했기 때문에 그 합법성을 제대로 확립할 수 없었다. 또한, 안궈군의 군사적 실패는 안궈군에 대한 대중의 시각에 해로웠다.:142

### 종말 (1928)
안궈군의 군벌들은 다른 군벌들과 어느 정도는 일반 대중에게 자신들이 폭력적이고 혁명적인 통일을 제시하는 중국국민당과는 대조적으로 평화로운 통일 세력으로 인식되도록 노력했다.:92 안궈군의 군사 지도자들은 중국국민당 온건파와 타협을 시도하여, 유혈 사태 없이 국가를 통일할 수 있다고 믿었다. 1927년 3월부터 8월까지 봉천군벌과 중국국민당은 협상에 들어갔다. 그러나 중국국민당 지도자들은 베이징 정부의 파괴를 추구하기로 결정했고, 1927년 중반, 펑위샹의 서북군과 옌시산의 산시군은 장제스의 난징 국민당 정부에 충성을 맹세하여 북양 정부에 상당한 타격을 입혔다.:93
허난에서 후퇴한 후, 안궈군 지도자들(쑨촨팡과 장쭝창 제외)은 1927년 6월 7일 함께 모였다. 장군들은 난징과의 화해를 모색하고 삼민주의를 지지하기로 합의했다. 그들은 새로운 "도덕"(중국어: 民德, 한어 병음: míndé, 웨이드-자일스: min2-teh) 원칙을 제안했다. 그들은 국가 정부의 개혁에 동의했고 장에게 만주로 돌아가 정치에서 거리를 두거나 정부에서 중요한 정치인으로서의 위치를 확립하는 선택을 제안했다. 합의된 조항 중 두 가지는 펑위샹의 완전한 파괴와 베이징 및 난징 정부 간의 외교 공동 의사 결정이었다.:123
중국국민당의 계속된 진격으로 장쭤린은 1928년 6월 3일 베이징을 버려야 했다. 다음날 아침 만주의 본거지로 돌아가는 길에 그의 열차는 일본 관동군 장교들에 의해 폭파되어 그를 사망하게 했으며, 이는 황고둔 사건으로 알려져 있다. 옌시산의 군대가 곧 베이징을 점령하여 북양 정부는 사실상 해체되었다. 6월 16일 국민당에 의해 통일이 선포되었다. 베이징은 국공 내전이 끝나는 1949년까지 베이핑으로 개명되었다. 장의 아들 장쉐량은 안궈군을 이어받고 판푸 총리가 이끄는 망명 정부를 유지했다. 그러나 전직 장관들과 총통들을 포함한 많은 공무원들은 이미 국민정부로 넘어갔다. 미국은 10월 1일 난징의 국민정부를 처음으로 인정한 주요 강대국이 되었다. 일본은 국민당의 반일적 태도를 혐오했기 때문에 가장 늦게 인정을 전환한 주요 강대국이었다. 장은 장제스와 이 가식적인 상황을 끝내기 위해 협상했고, 이는 북양 정부와 안궈군의 해체, 그리고 1928년 12월 29일 국민당 국기 아래 중국 통일로 이어졌다.

## 1911년부터 1928년까지의 중국 지도

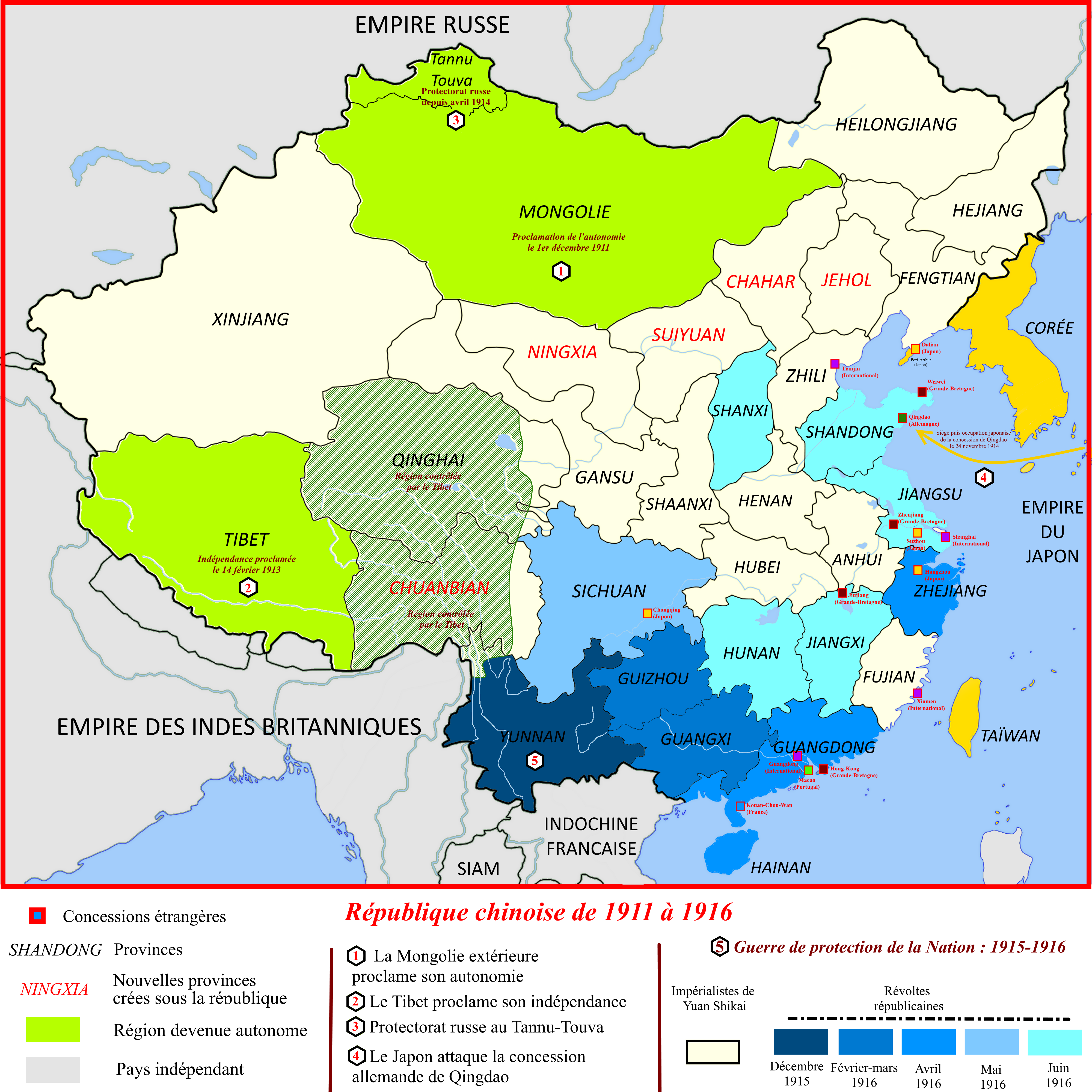
1911년부터 1916년까지
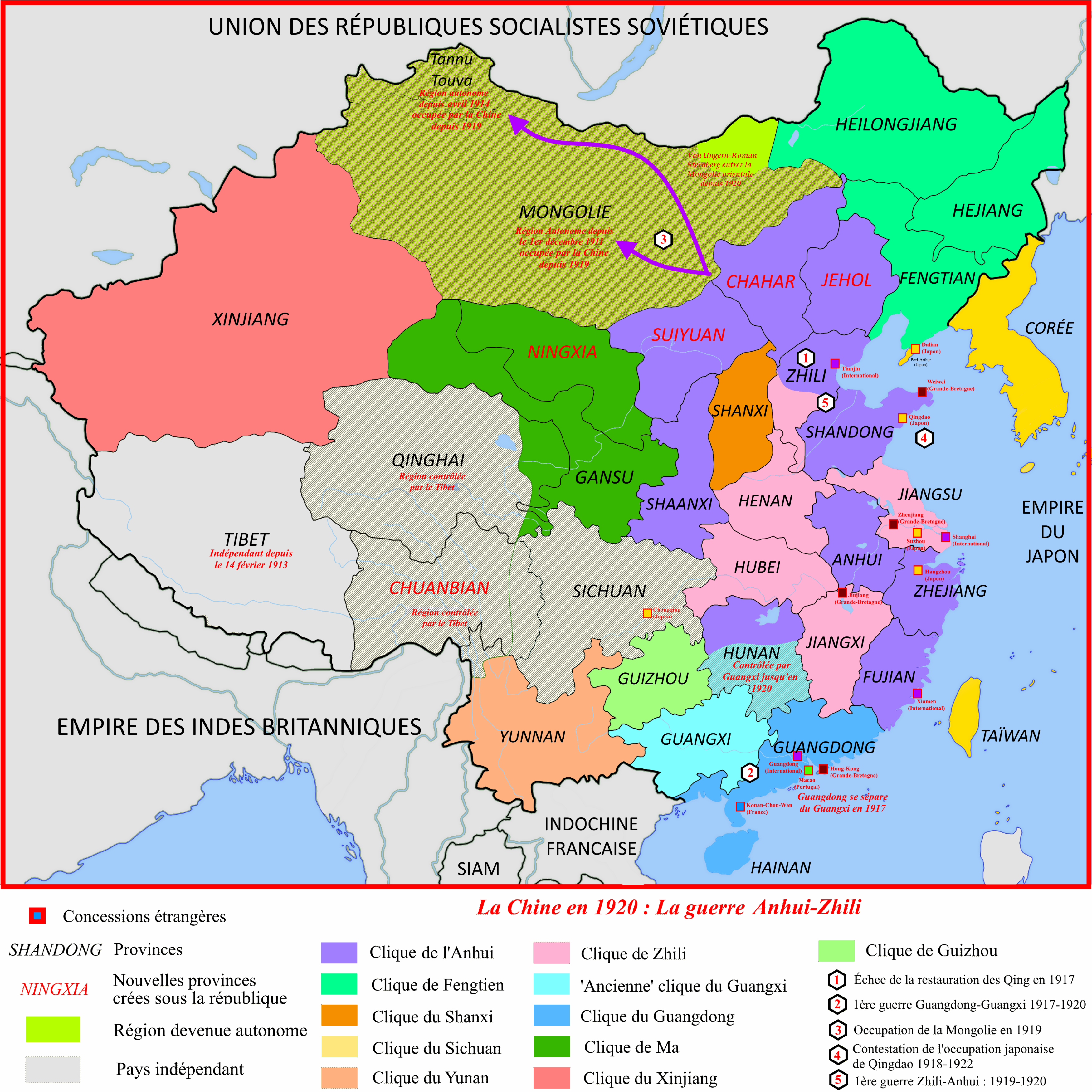
1916년부터 1920년까지
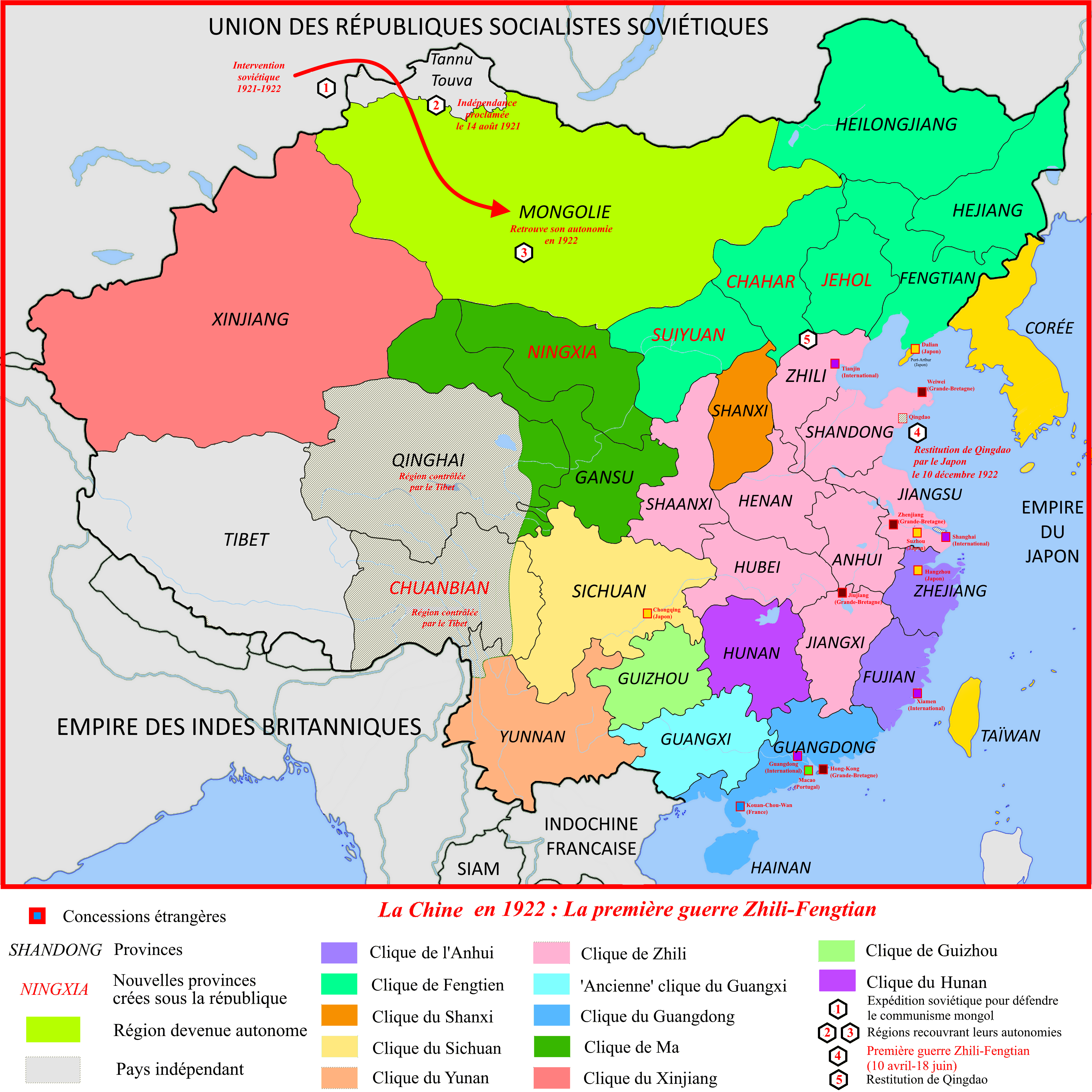
1921년부터 1922년까지
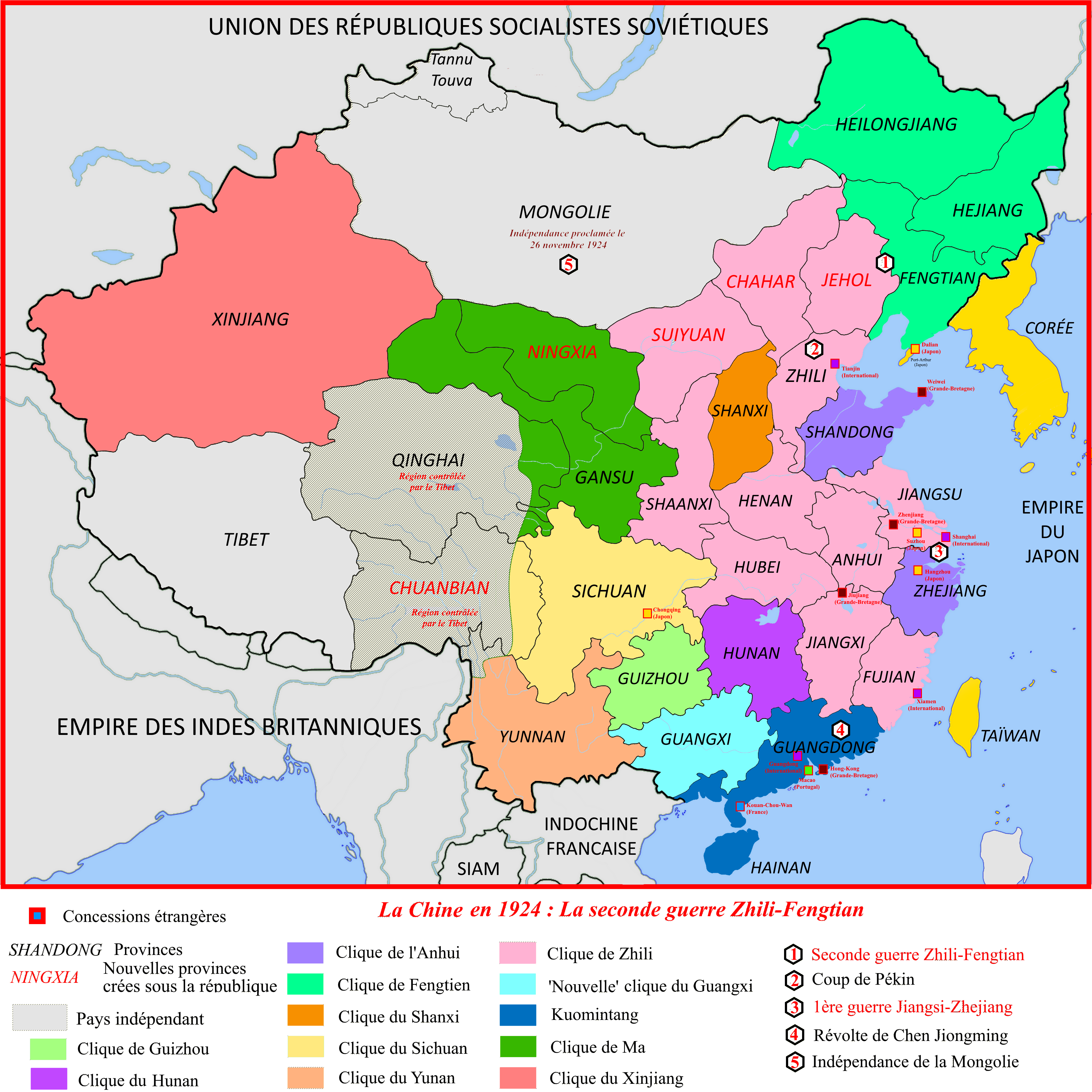
1923년부터 1924년까지
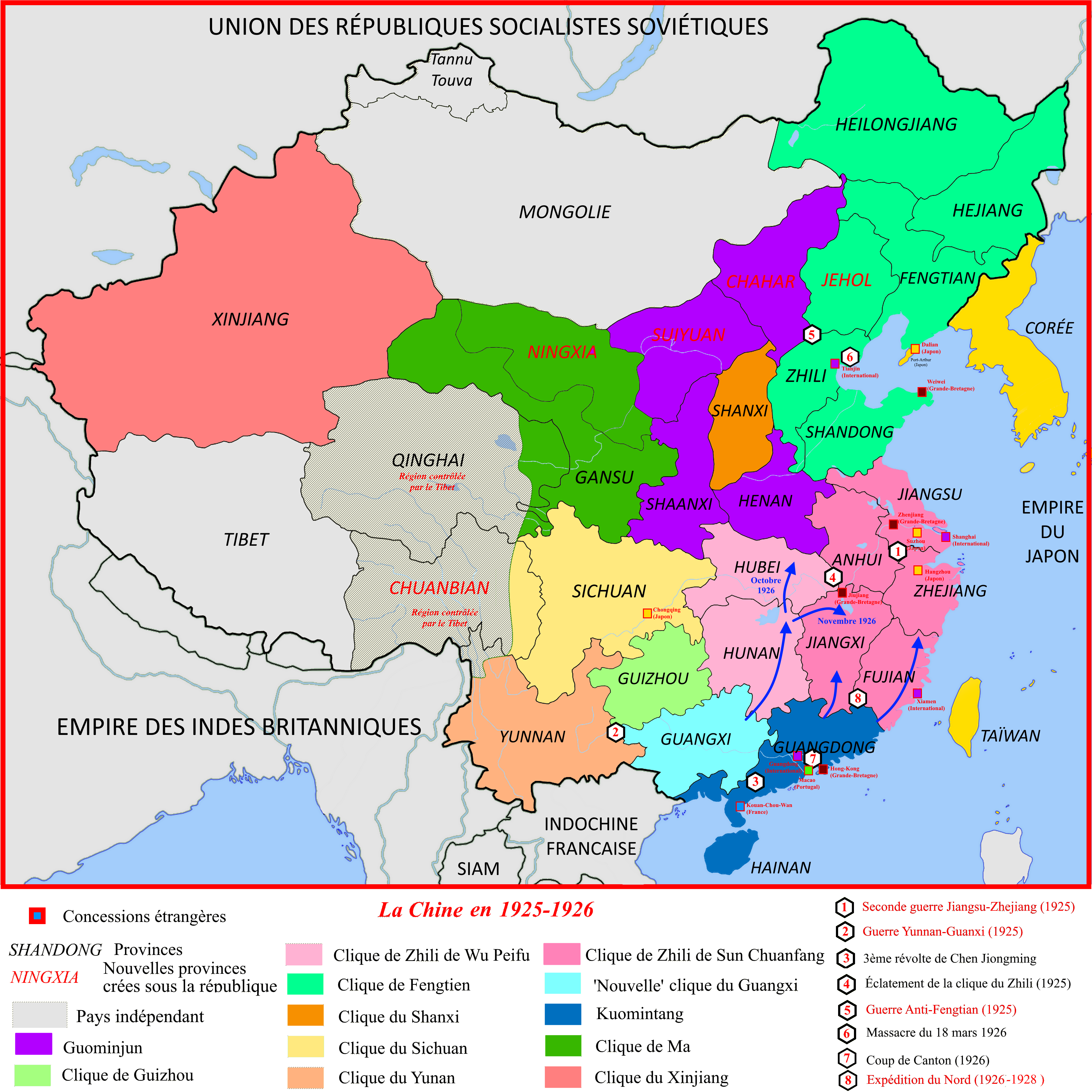
1925년부터 1926년까지
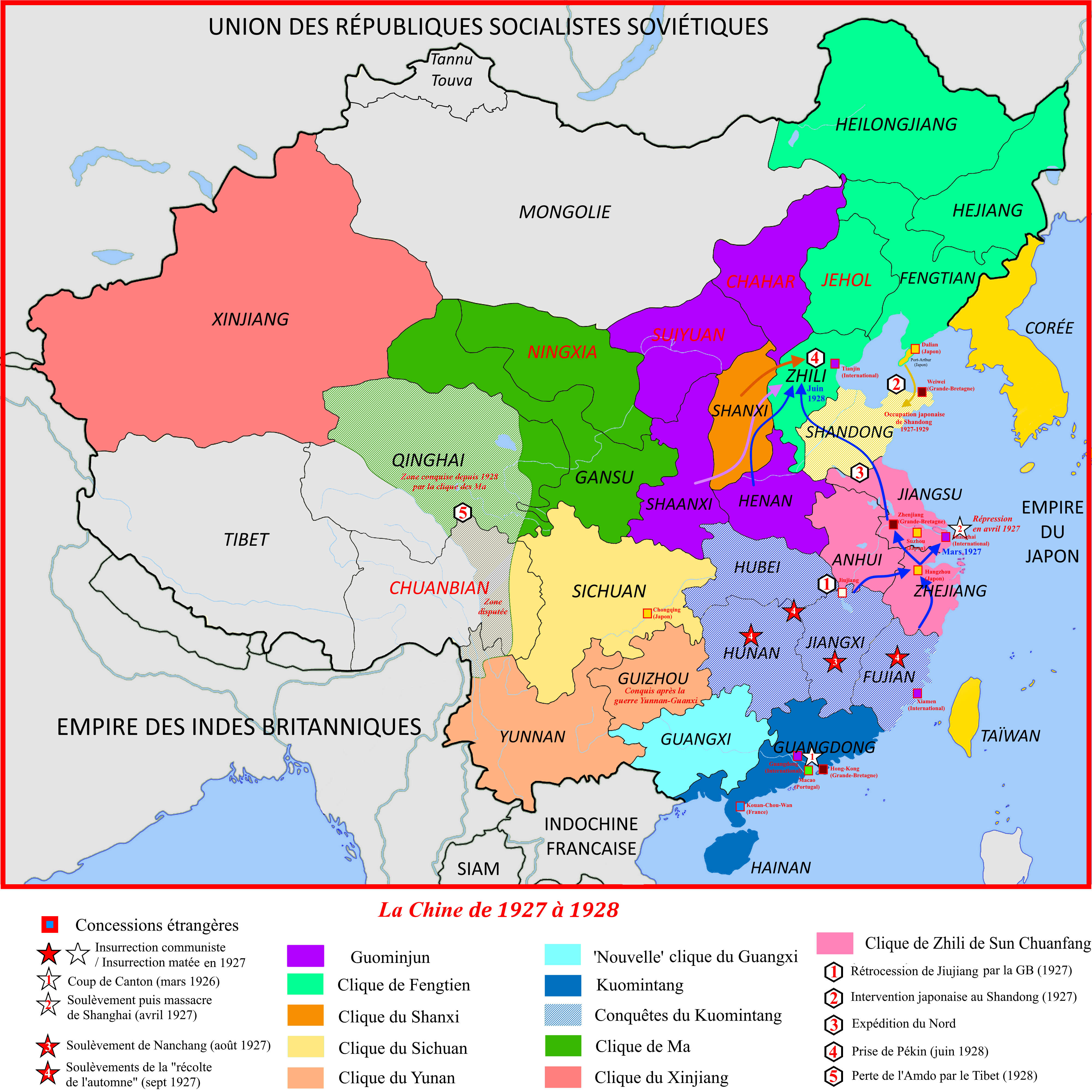
1927년부터 1928년까지

## 같이 보기
- 북양군
- 중화민국 (1912년~1949년)
  - 중화민국 임시정부 (1912년)
  - 국민정부 (1924–1948)
- 중화민국의 역사
- 중화민국의 정치
- 군벌 시대

## 내용주
1. ↑  중화민국 대원수로서.
2. ↑  중국어 정체자: 北洋政府, 한어 병음: Běiyáng Zhèngfǔ, 웨이드-자일스: Pei-yang Chêng-fu; 때로는 북양정부로 표기되기도 함

## 더 읽어보기
- William C. Kirby (2000). 《State and Economy in Republican China: A Handbook for Scholars, Vol. 2》. 하버드 대학교 아시아 센터. ISBN 978-0674003682.
- Christopher R. Lew; Edwin Pak-wah Leung (2013). 《Historical Dictionary of the Chinese Civil War》. Scarecrow Press. ISBN 978-0810878747.